# 쿠로다 코헤이
쿠로다 코헤이(일본어: 黒田耕平 くろだこうへい[*] 영어: Kuroda Kohei, 1982년 10월 7일 ~ )는 일본의 배우이다.

## 출연작

### 드라마
- 2006년《마법전사 유캔도》 류진오 / 시라나미 코이치 역
- 2006년《원한 해결사무소》

### 영화
- 2009년 《방황하는 칼날》
- 2010년 《더 데이 오브 앤츠 인 더 스카이》